# Amygdaloptera duponchellaria
Amygdaloptera duponchellaria är en fjärilsart som beskrevs av Lucas 1849. Amygdaloptera duponchellaria ingår i släktet Amygdaloptera och familjen mätare. Inga underarter finns listade i Catalogue of Life.